# NGC 3137
NGC 3137 est une galaxie spirale intermédiaire située dans la constellation de la Machine pneumatique. NGC 3137 a été découverte par l'astronome britannique John Herschel en 1837.

## Caractéristiques
Sa vitesse par rapport au fond diffus cosmologique est de 1 436 ± 23 km/s, ce qui correspond à une distance de Hubble de 21,18 ± 1,52 Mpc (∼69,1 millions d'al).
La classe de luminosité de NGC 3137 est III-IV et elle présente une large raie HI.
En raison d'une brillance de surface égale à 14,34 mag/am2, on peut qualifier NGC 3137 de galaxie à faible brillance de surface (LSB en anglais pour low surface brightness). Les galaxies LSB sont des galaxies diffuses (D) avec une brillance de surface inférieure de moins d'une magnitude à celle du ciel nocturne ambiant.
À ce jour, 18 mesures non basées sur le décalage vers le rouge (redshift) donnent une distance de 16,128 ± 2,784 Mpc (∼52,6 millions d'al), ce qui est à l'intérieur des valeurs de la distance de Hubble. Puisque cette galaxie est relativement rapprochée du Groupe local, il est probable que cette valeur soit plus près de la distance réelle de NGC 3137. Notons que c'est avec la valeur moyenne des mesures indépendantes, lorsqu'elles existent, que la base de données NASA/IPAC calcule le diamètre d'une galaxie.

## Groupe de NGC 3175
Les galaxies NGC 3113, NGC 3125, NGC 3137, NGC 3175 et ESO 499-37 forment un petit groupe de galaxies rapprochées, le groupe de NGC 3175,.